# بيتر في. هوبز
بيتر في. هوبز (بالإنجليزية: Peter V. Hobbs)‏ هو عالم أرصاد وفيزيائي أمريكي، ولد في 31 مايو 1936، وتوفي في 2005.